# Благовещение со святым Эмидием
Благовещение Асколи, или Благовещение со святым Эмидием (итал. L'Annunciazione di Ascoli,  Annunciazione con sant'Emidio) — алтарная картина живописца раннего итальянского Возрождения периода кватроченто Карло Кривелли на тему «Возвещения» (Annunciazione)— Благовещения Деве Марии.
Картина написана темперой и маслом на дереве (переведена на холст, 207 x 146 см) и датирована 1486 годом. Хранится в Национальной галерее в Лондоне. Картина имеет подпись: «OPVS CAROLI CRIVELLI VENETI 1486». Это одно из самых известных произведений художника, в котором сочетание ренессансной рациональности и увлечение геометрической перспективой сочетается с готической декоративностью цвета и любовью к тщательной моделировке мелких деталей.

## История
Алтарный образ был написан для церкви Сантиссима Аннунциата меньших братьев-осервантов (Frati minori osservanti) францисканского ордена в Асколи-Пичено (регион Марке). Подпись и дата помещены на переднем плане у оснований богато украшенных пилястр, ведущих в комнату Девы Марии. На табуле (табличке) в нижней части картины также можно прочитать латинские слова «LIBERTAS» и «ECLESIASTICA» («Свобода» и «Церковь»), перемежаемые тремя гербами: Асколи-Пичено, папы Иннокентия VIII и городского епископа Просперо Каффарелли.
Эта надпись напоминает о важном событии в истории города, которому и была посвящена картина. Почти столетием ранее, в 1390 году, благодаря Фанским соглашениям (1357) и кардиналу Альборносу, город получил особый статус административной автономии в составе Папской области (Libertas Ecclesiastica, впоследствии этот статус был отменён). Горожане, как только получили послание (опередив время и неточно истолковав папский текст) отпраздновали это событие 25 марта, в праздник Благовещения.
Картина Кривелли оставалась в капелле церкви Сантиссима Аннунциата до тех пор, пока 24 сентября 1811 года её не вывезли посланники наполеоновской администрации и не перевезли в Милан, в создаваемую там Пинакотеку Брера, после чего в 1820 году она перешла к французскому коллекционеру Огюсту-Луи де Сиври, а к середине XIX века оказалась в Великобритании: в 1864 году она была подарена Лондонской национальной галерее бароном Генри Лабушером. В 1881 году плохое состояние картины потребовало её перевода с доски на холст.
Картина на время вернулась в Асколи-Пичено в 1996 году в рамках празднования 500-летия со дня смерти Кривелли и экспонировалась в Пинакотеке города.

## Композиция и символика картины
Тема Благовещения выбрана художником не случайно: она ассоциируется с получением коммуной Асколи-Пичено самоуправления. Присутствие на картине святого Эмидия, покровителя Асколи-Пичено, подносящего архангелу Гавриилу макет города, само по себе уникально и подчёркивает связь произведения с актуальными политическими событиями.
Сцена разворачивается на городской улице, с которой открывается вид на дом Девы Марии, занимающий правую часть картины. Сквозь отверстие в стене дома луч света, символизирующий присутствие Святого Духа в образе голубя, достигает Марии, смиренно стоящей на коленях перед кафедрой с Евангелием. Комната Мадонны изображена с большим вниманием к деталям, в том числе не лишённым символического значения: тщательно заправленная кровать, символ целомудрия и девственности, необычный натюрморт с предметами на полке, где мы видим стеклянную бутылку, символ чистоты, и зажжённую свечу, символ веры. Решётчатое окно, также выполненное с безупречным мастерством перспективы, содержит небольшое деревце в горшке, намекающее на «Hortus conclusus» (Запертый сад), и служит воплощением идеального общения ангела и Марии.
Перспективный вид улицы слева заканчивается аркой, за которой открывается другая улица, поперечная той, что на переднем плане; эта пространственная конструкция могла быть вдохновлена композицией, написанной тридцатью годами ранее Андреа Мантеньей в капелле Оветари в Падуе («Мученичество Святого Христофора»).
Художник скрупулезно и с любовью изображал самые разнообразные материалы: от дерева до ткани, от сверкающих драгоценных камней на епископской мантии и митре до матовой терракоты или ковра, расстелённого по краю лоджии дома Марии (изысканного ренессансного здания), где также изображён павлин, христианский символ бессмертия. Наряду с такой оптической точностью в картине наблюдается настоящий «декоративный триумф», достигнутый благодаря богатству позолоченных барельефов, украшающих здание и прилегающие к нему территории. Все это еще более усиливается золотистым светом, пронизывающим всю сцену.
Слева улица заполнена персонажами, вдохновлёнными городской жизнью Асколи-Пичено того времени: мы узнаём фигуры, одетые как мирские судьи, дети, монахи и просто прохожие. Здесь также присутствует множество деталей из повседневной жизни, таких как ковры, разостланные на солнце, небольшие деревья, клетки для птиц, голуби на шестах, выходящие из голубятни на фоне глубокого синего неба. Голуби, письма, бумаги — всё это отсылает к теме ожидания папского послания, что подчёркивается жестом человека, стоящего непосредственно в «точке схода» архитектурной перспективы под аркой, который поднимает голову вверх, заслоняясь от света рукой, ожидая судьбоносного послания, принесённого голубем; это послание читает человек, изображённый выше, на парапете над аркой.
Как и в других произведениях Кривелли, в «Благовещении» присутствуют элементы перспективы и иллюзионистской виртуозности, вдохновлённые фигуративной культурой падуанского искусства: в частности, огурец, изображённый на переднем плане, и тщательно затенённое яблоко рядом. Эти элементы также являются символическими, напоминая о плодовитости Марии (которая в этот момент исполнена Святым Духом) и о первородном грехе, который будет «смыт» воплощением и жертвой Христа (поэтому яблоко не красное, а увядшее.

## Детали картины

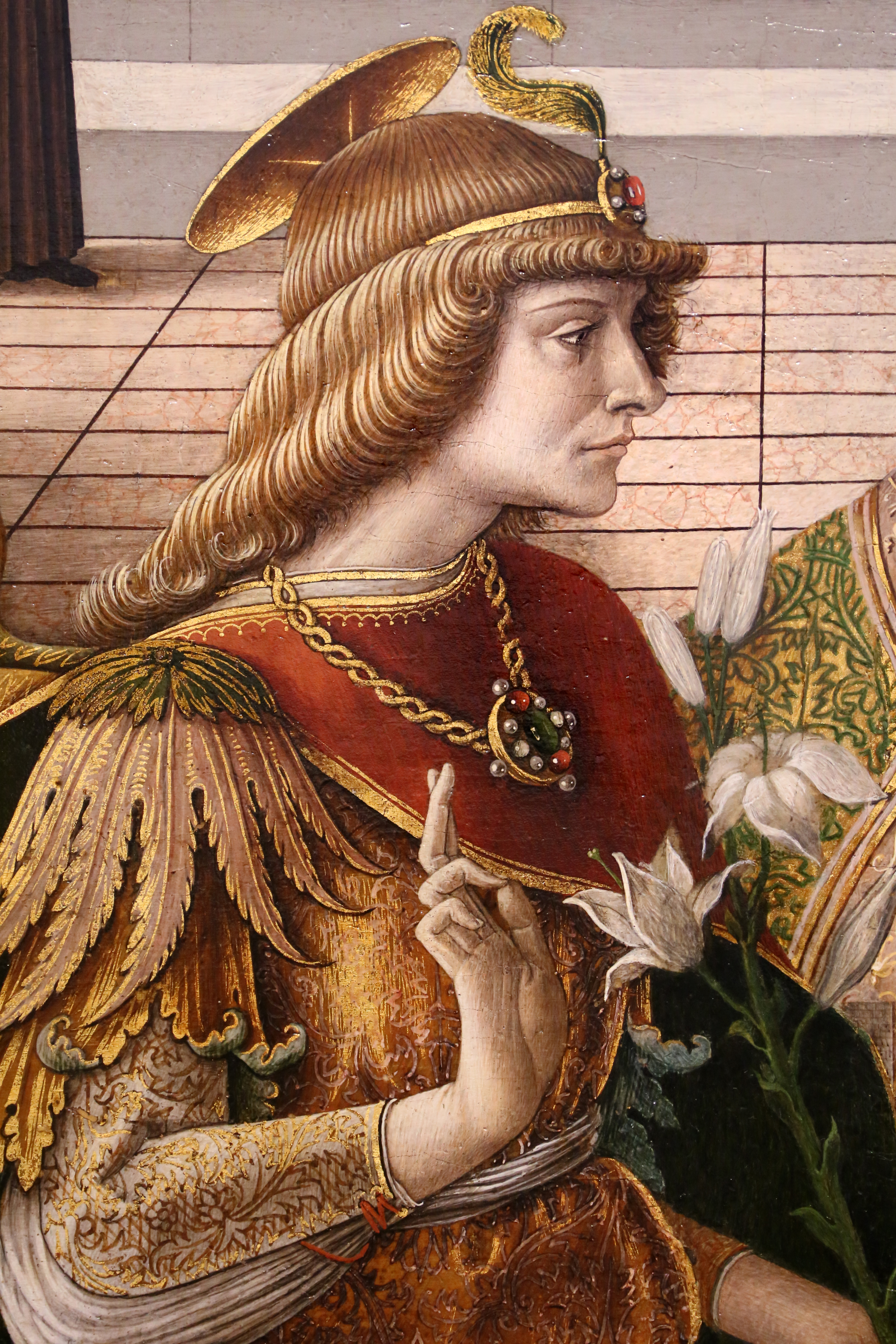
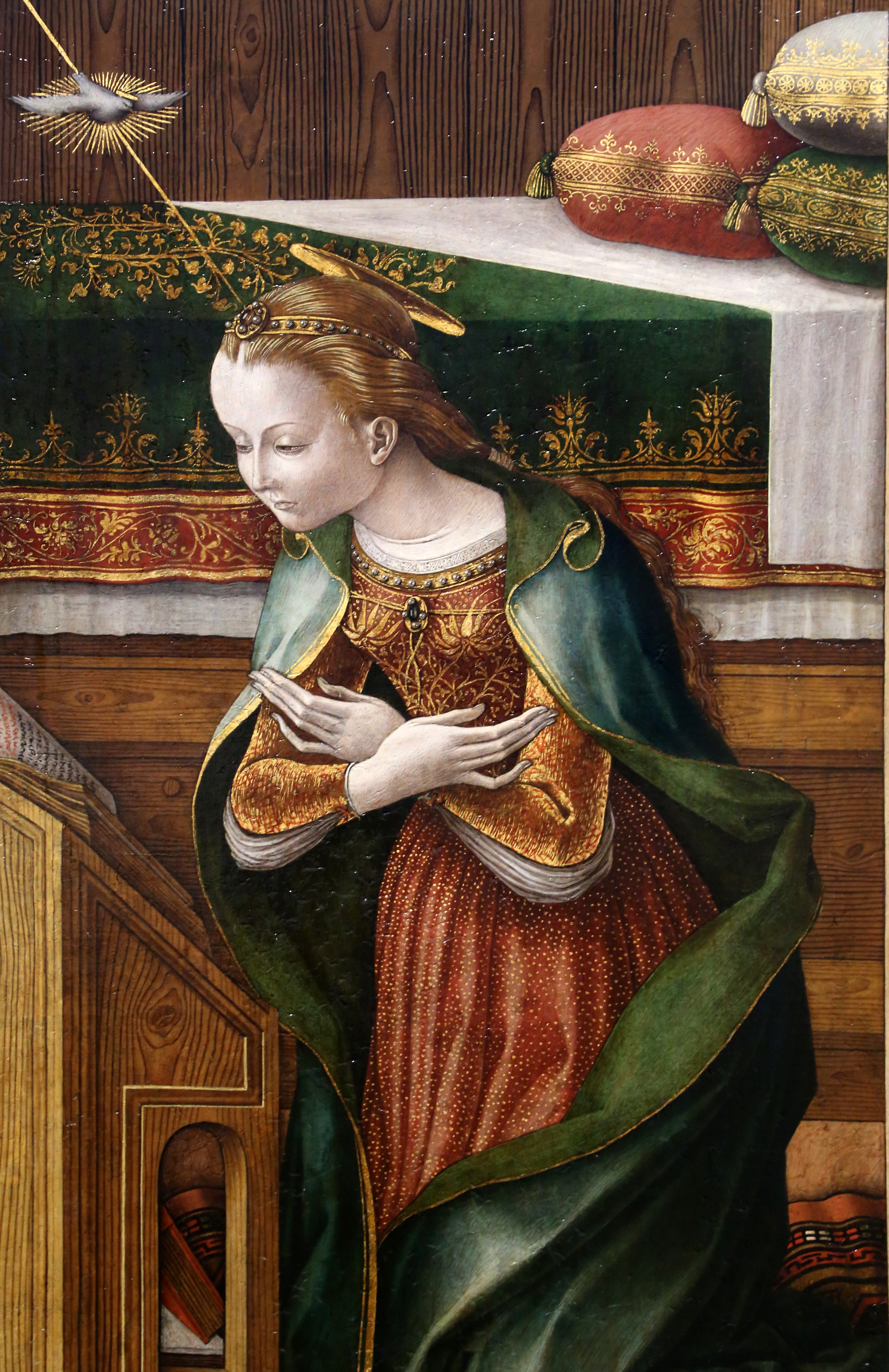
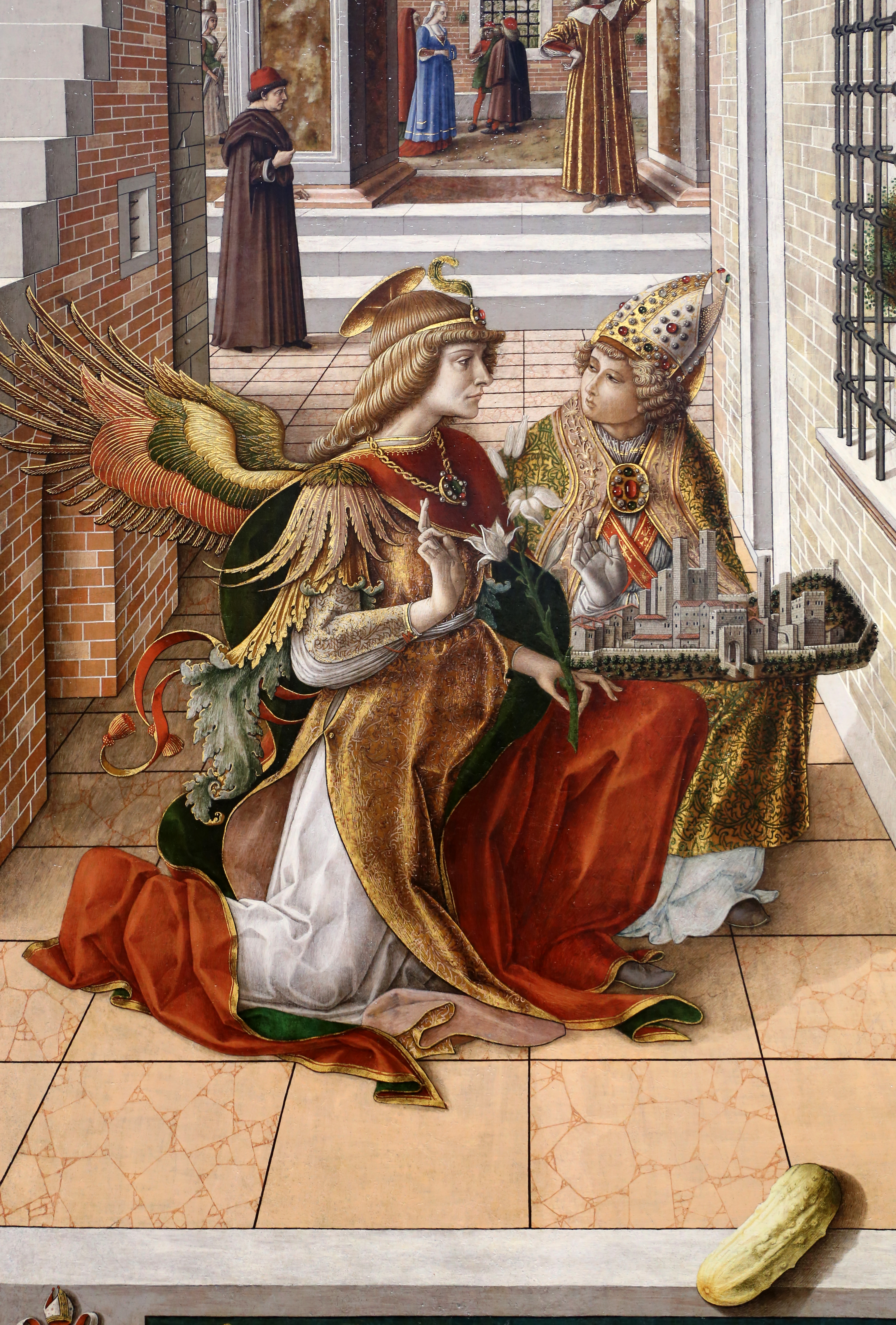
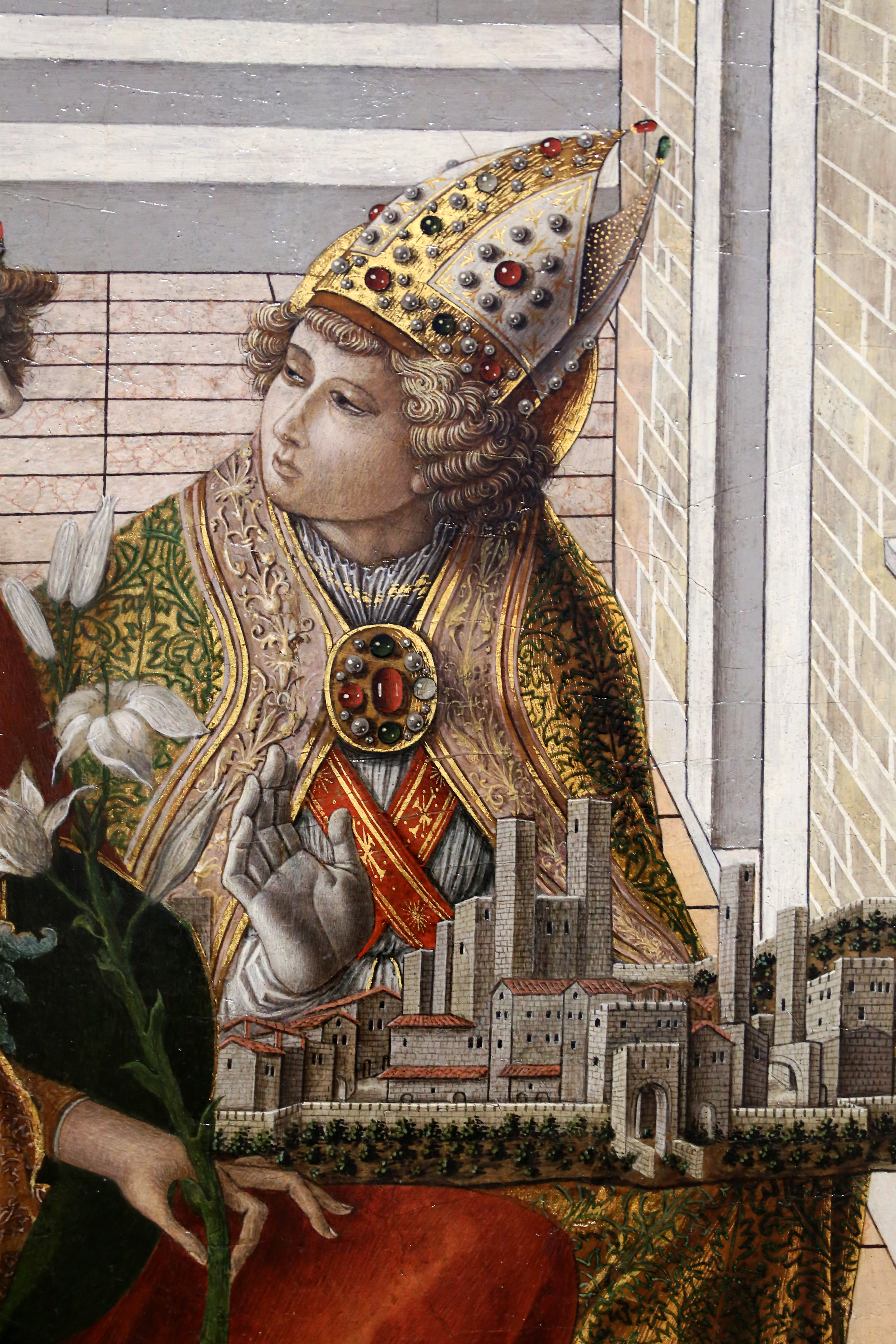
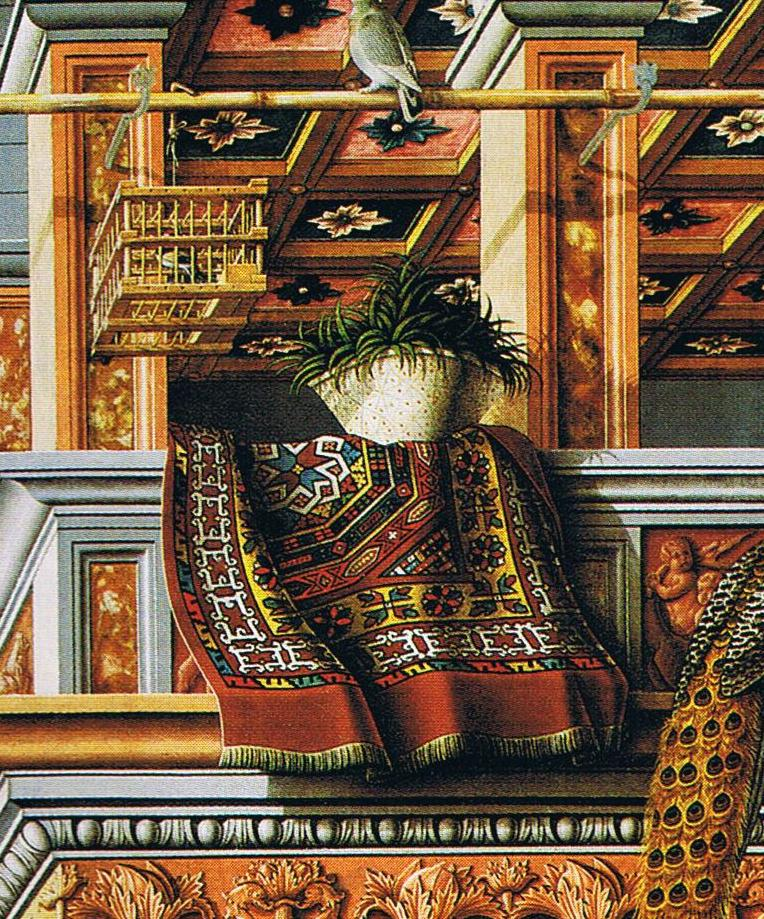
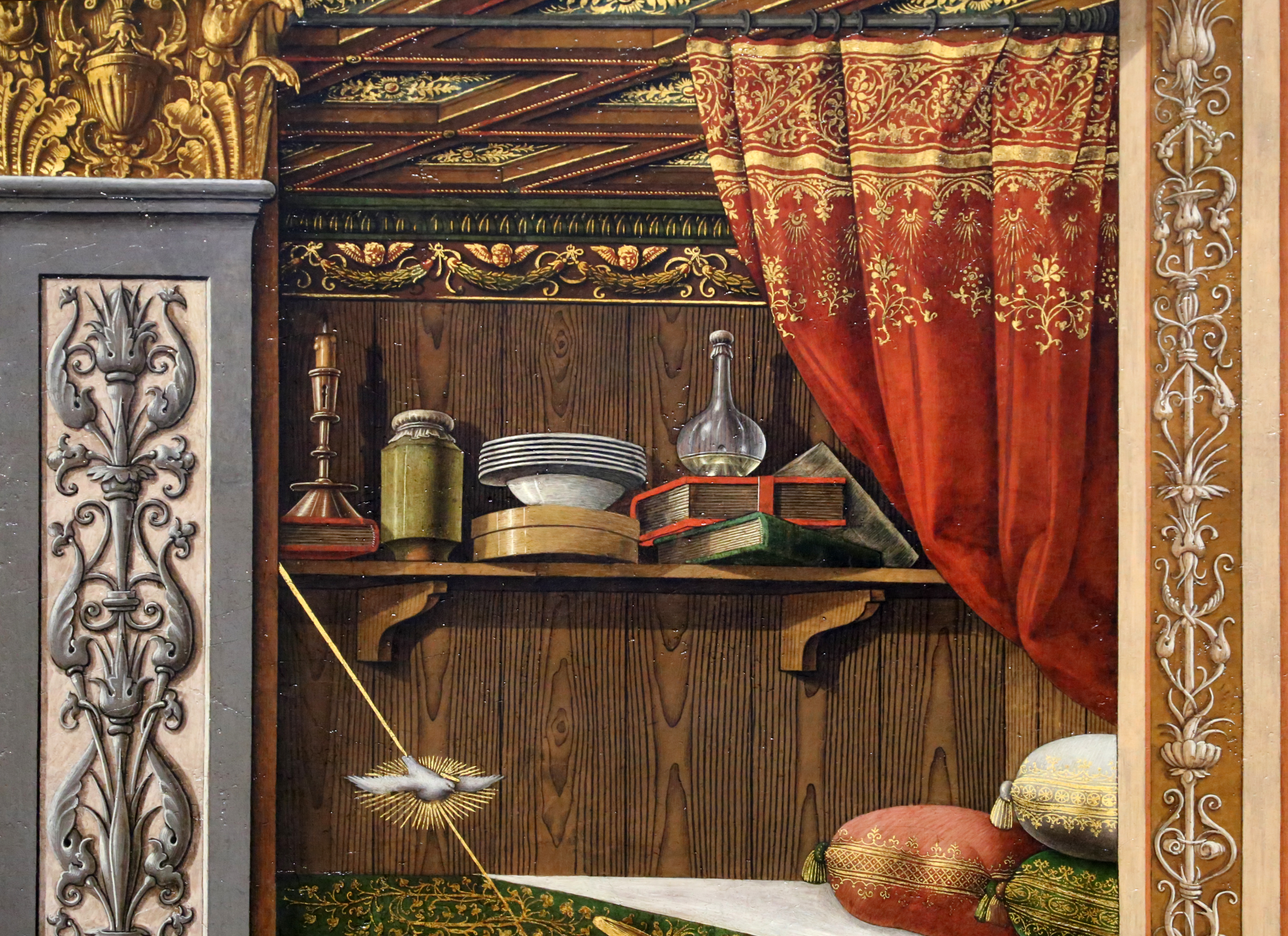
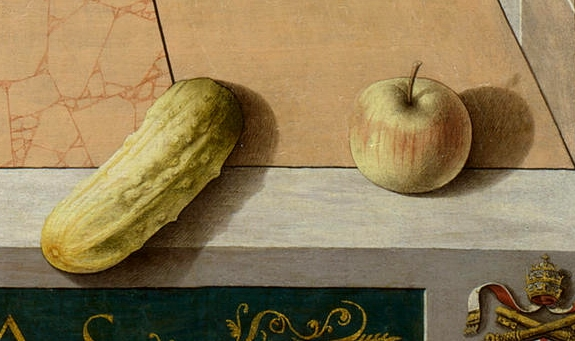